# Wilhelm Heye
August Wilhelm Heye (Fulda, 31 gennaio 1869 – Braunlage, 11 marzo 1947) è stato un generale tedesco, capo dello stato maggiore generale durante la Repubblica di Weimar.

## Carriera nell'esercito imperiale
Entrò il 22 marzo 1888 come cadetto nell'esercito prussiano, servendo inizialmente in fanteria. Col passaggio allo stato maggiore generale tedesco nella primavera 1900 ebbe inizio la sua carriera militare. Dal 1906 al 1908 fece parte del comando della Schutztruppe in Africa Tedesca del Sud-Ovest al tempo delle guerre herero.
L'inizio della prima guerra mondiale vede Heye tenente colonnello a capo dello Stato Maggiore del Gruppo d'armate Woyrsch sul fronte orientale. Nel 1917 fu destinato al fronte occidentale e capo di stato maggiore del Gruppo d'armate Alberto di Württemberg.
Il 21 settembre 1918 fu destinato - dopo la promozione a colonnello - stato maggiore generale dell'esercito, con l'incarico di capo ufficio operazioni.
Ebbe così modo di stare a contatto con le più alte personalità militari. Quando Erich Ludendorff, il 26 ottobre dello stesso anno, fu destituito dal Kaiser, Heye, pur non possedendone i requisiti, ne assunse per breve periodo l'incarico al fianco di Paul von Hindenburg sin quando fu nominato Wilhelm Groener.

## Carriera nella Reichswehr

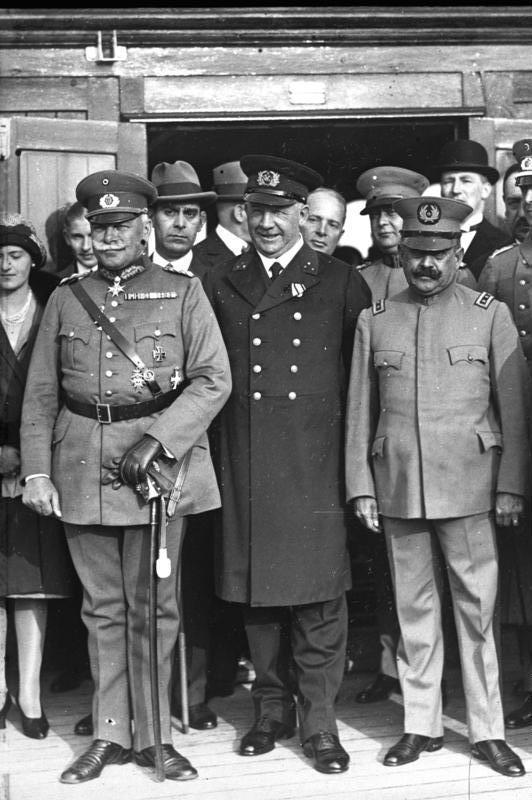
Wilhelm Heye (a sinistra), 1929, in compagnia del generale cileno Diaz (a destra), sul vapore Stuttgart

Dopo la sconfitta e l'armistizio di Compiègne, Heye nell'aprile 1919 divenne capo di stato maggiore delle milizie operanti in Prussia Orientale, a coordinare negli Stati baltici le operazioni contro l'Armata Rossa. Successe in ciò ad Hans von Seeckt, la cui carriera militare era destinata a rimanere legata a alla sua.
Nella Prussia Orientale Heye apprese di un piano per un colpo di Stato concepito da militari e politici conservatori, fra cui Wolfgang Kapp e Walther von Lüttwitz; il suo mancato appoggio fu uno dei fattori che non ne resero possibile la realizzazione.
Il 1º ottobre 1919 Heye divenne capo del personale del Truppenamt ("Ufficio truppe") presso il Ministero della guerra a Berlino. Capo del Truppenamt (e segretamente capo di stato maggiore) era ancora Seeckt, con Heye suo braccio destro.
Nel marzo 1920 ci fu il Putsch di Kapp e Seeckt prudentemente si ritirò lasciando Heye a rappresentarlo nella carica. Come Seeckt si era rifiutato di prendere parte al colpo di Stato, così lui tenne fuori l'esercito dalla questione, allo scopo di preservarne in ogni caso l'unità.
Quando Seeckt fu nominato comandante in capo dell'esercito, Heye nel giugno 1920 divenne capo del Truppenamt; allo stesso tempo fu promosso maggior generale. Nel 1922 divenne tenente generale, capo del personale dell'esercito e comandante del I Distretto militare (Königsberg).

## Capo dell'esercito
Nell'ottobre 1926 Otto Geßler, ministro dell'esercito, sfruttò l'occasione di un vuoto di potere per sbarazzarsi di Seeckt, che rischiava di diventare troppo indipendente: scelse così Heye (nominato general der Infanterie) come successore alla testa dell'esercito.
Il governo sperava che sotto la guida di Heye - considerato di personalità debole - la Reichswehr fosse finalmente controllabile dalla politica. Ciò non accadde, poiché l'esercito cadde sotto l'influenza di Kurt von Schleicher, a capo dell'organizzazione militare, illegale e segretissima, che affiancò l'esercito regolare e da cui in seguito nacque la Wehrmacht; Schleicher nell'ombra tirava i fili, mentre Heye, a tutti gli effetti alle sue dipendenze, svolgeva funzioni limitate.
Nel 1930 Heye fu promosso generaloberst, e nell'ottobre dello stesso anno messo a riposo.